# 미카즈키 (쿠루리의 노래)
〈미카즈키〉 (三日月 초승달[*])는 쿠루리의 21번째 싱글이다. 스피드스타 레코드를 통해 2009년 2월 18일 발매됐다.
수록곡 〈미카즈키〉는 쿠보타 마사타카와 쿠리야마 치아키가 주연을 맡은 NHK 드라마 《나니와의 꽃: 오가타 코안의 사건 수첩》의 주제가로 사용됐다.

## 수록곡
1. 미카즈키 (三日月 초승달[*])
2. 가고노 나카노 조니 (かごの中のジョニー 가방 안의 죠니[*])
3. 유메노 나카 (夢の中 꿈 속[*])